# N036 Bjelka

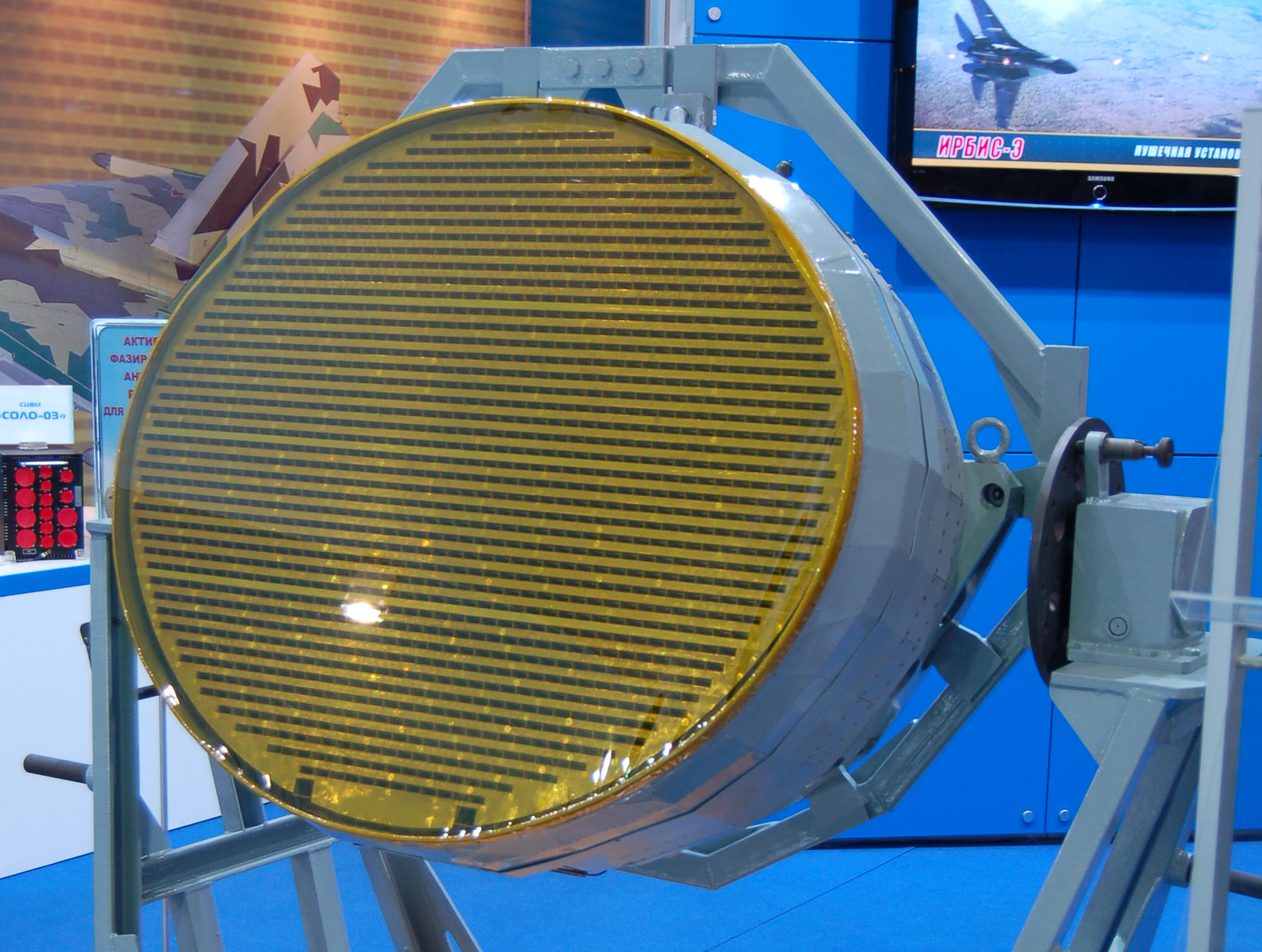
De N036-1-01 X-band AESA-radar zit in de neus van de Soechoj Soe-57 en bestaat uit 1514 transceivermodules.

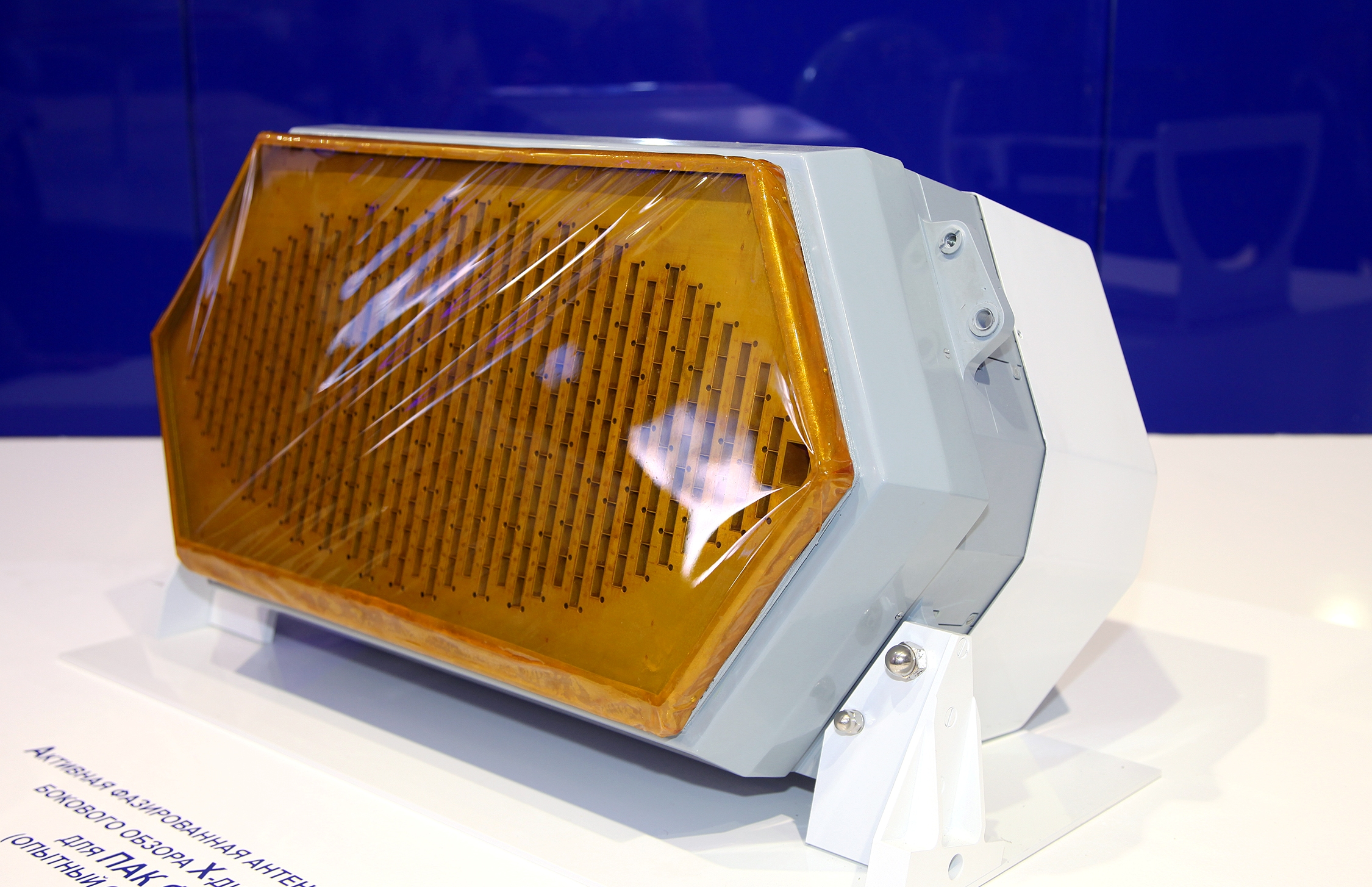
Een N036B-1-01B X-band AESA-radar zit links en rechts op de vliegtuigromp van de Soechoj Soe-57 en bestaat uit 404 transceivermodules.

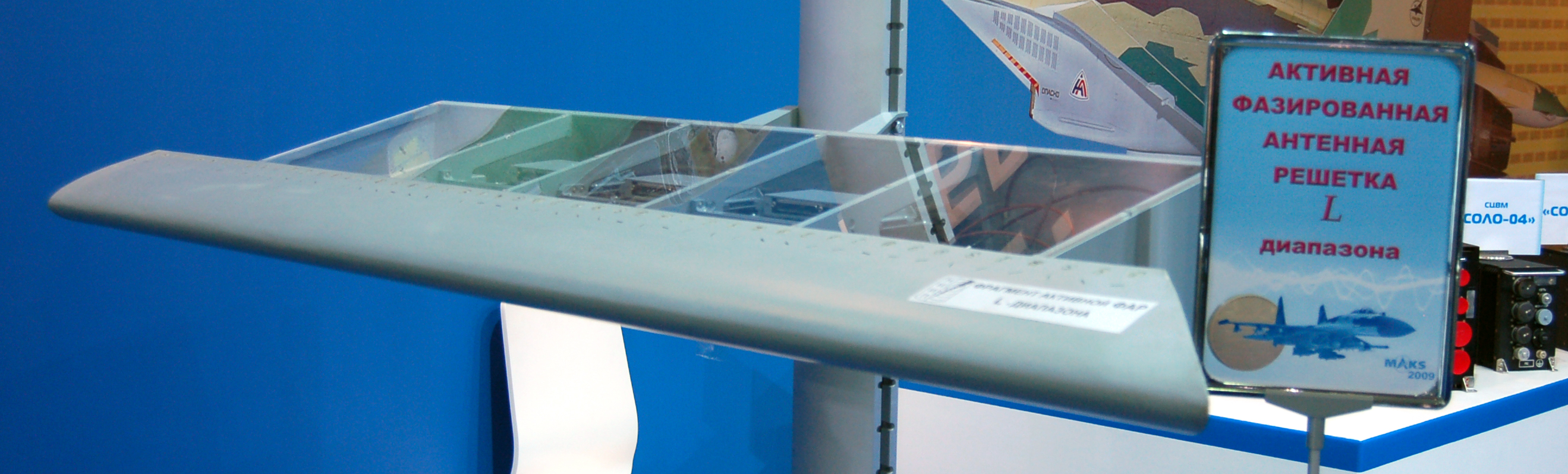
Een N036L-1-01 L-band-antenne-array zit vooraan op de beide vleugels van de Soechoj Soe-57.

N036 Bjelka (Russisch: Белка, "eekhoorn") is een active electronically scanned array (AESA)-radar ontwikkeld door een Russische wapenfabrikant, het Tichomirov-instituut voor wetenschappelijk onderzoek naar instrumentontwerp (NIIP), voor het Soechoj Soe-57-gevechtsvliegtuig van de vijfde generatie van de Russische luchtmacht.
De N036 Bjelka maakt deel uit van het Sj121-multifunctioneel geïntegreerd radio-elektronisch systeem MIRES.
- Het Tichomirov NIIP Instituut heeft de N036 Bjelka ontwikkeld voor de Soechoj Soe-57 als opvolger van de Irbis-E op de Soechoj Soe-35. De N036 Bjelka bestaat in totaal uit 1514 + 404 + 404 = 2322 solid state transceiver modules elk zo groot als een tandenstoker:
  - een X-band AESA-radar 7 – 11,2 GHz N036-1-01 in de neus met 1514 transceivermodules
  - twee kleinere N036B-1-01 X-band AESA-radars opzij van de vliegtuigromp met elk 404 transceivermodules
  - Twee N036L-1-01 L-band-arrays 1 - 2 GHz op de voorkant van de vleugels voor Identification Friend or Foe en voor elektronische oorlogvoering.

Verwerking van zowel de X-band- als de L-band-signalen verbetert de informatie.
De radar kan tegelijk 60 doelwitten in de lucht volgen en 16 doelwitten aanvallen.
De radar kan tegelijk 4 doelwitten op land aanvallen.
Het L402 "Himalayas"-systeem van elektronische tegenmaatregelen ECM van het KNIRTI-instituut (Калужский научно-исследовательский радиотехнический институт) (КНИРТИ)) gebruikt zijn eigen antenne-arrays en ook die van de N036-radar om daarmee vijandelijke sensoren te storen of te overbelasten.
In 2012 begonnen testen op de grond van de N036 Bjelka-radar op het derde (T-50-3) en vijfde (T-50-5) prototype van de Soechoj Soe-57.
Tichomirov NIIP heeft zes prototype N036 Bjelka-radars gebouwd voor de Soechoj Soe-57.